# Pablo de León
Fray Pablo de León fue un clérigo e intelectual español de finales del siglo XV y comienzos del XVI.

## Biografía
Nacido en León, con condición de hijo ilegítimo (no obtuvo la dispensa del impedimento de ilegitimidad hasta 1513), entró en la orden dominica en Salamanca el 14 de enero de 1491. Fue profesor en los conventos dominicos de Jerez (1493), Burgos (1495) y Salamanca (1496). El 13 de septiembre de 1500 recibió licencia del papa Alejandro VI en Roma para ejercer como magister. En 1501 era predicador y misionero apostólico en Calahorra.
Algún conflicto le hizo ausentarse de la provincia dominica, porque en 1502 el capítulo provincial lo declaró fraile prófugo, habiendo registro de su presencia en París. En 1505 era profesor en las Escuelas grandes de esa ciudad. En 1506 se encontraba en Burgos y en 1507 en Salamanca y León. Entre 1509 y 1518 fue prior y magister del convento dominico de Toro. En 1519, prior del convento de León.
Durante la revuelta de las Comunidades fue nombrado procurador de León ante la Junta Santa de Ávila. Estuvo entre los negociadores ante la reina Juana la Loca y viajó a Flandes para presentar las reivindicaciones comuneras (un documento denominado Ley Perpetua del Reino de Castilla, del que se considera principal inspirador al profesor de Salamanca Fernando de Roa) ante el emperador Carlos V, que no quiso recibirles y mandó apresarles y ajusticiarles, aunque consiguieron volver a Valladolid. Mantuvo una postura intransigente, contraria a aceptar treguas o transacciones con los imperiales. Derrotados los comuneros, fue excluido del perdón general, pero se libró del castigo previsto para los principales líderes de la sublevación (la muerte) gracias a la protección del general de los dominicos, García de Loaysa y Mendoza, reduciéndose su condena a un tiempo de prisión conventual y el destierro a Jaca.
En Jaca redactó La guía del cielo, su única obra conocida (publicada póstumamente en Alcalá de Henares en 1555). Terminada su condena, reside en el convento dominico de Oviedo entre 1526 y una fecha indeterminada, anterior a 1531.